# 畑中幸子
畑中 幸子（はたなか さちこ、1930年 - ）は、日本の文化人類学者、中部大学名誉教授。専門は、オセアニア研究、民族問題研究。

## 経歴
大阪市生まれ。和歌山県立田辺高校（和歌山県立田辺中学校・高等学校）、早稲田大学を経て、1968年東京大学大学院社会学研究科博士課程修了、「プカルア 環礁に住むポリネシア人の社会・経済的研究」で社会学博士。ニューギニア奥地に単身居を構え、未開の民族を調査していた畑中を、友人の作家有吉佐和子が訪ねた記録は、有吉の『女二人のニューギニア』（朝日新聞社後朝日文庫）というエッセイとなっている。オーストラリア国立大学高等研究所太平洋地域研究部。金沢大学文学部助教授、教授、国立民族学博物館併任教授。1984年中部大学国際関係学部教授、同国際地域研究所長。2001年定年、名誉教授。リトアニア国立ヴィータウタス・マグヌス大学客員教授。

## エピソード
NHKのみんなの歌にある｢サモア島のうた（1962年）｣の原曲を、現地で採曲したというエピソードがある。（NHK｢世界・わが心の旅 サモア島の歌 ふたたび 旅人 畑中幸子」（1997年5月10日放送）

## 著書
- 『南太平洋の環礁にて』岩波新書 1967
- 『われらチンブー ニューギニア高地人の生命力』三笠書房 1974
- 『ニューギニア高地社会 チンブー人よ、いずこへ』中公文庫 1982
- 『太平洋と日本』現代研究会 現代セミナー 1980
- 『リトアニア 小国はいかに生き抜いたか』日本放送出版協会 NHKブックス 1996
- 『ニューギニアから石斧が消えていく日 人類学者の回想録』 明石書店 2013

### 共編著
- 『東北アジアの歴史と社会』原山煌共編 名古屋大学出版会 1991
- 『憎悪から和解へ 地域紛争を考える』峯陽一共編著 京都大学学術出版会 2000
- 『リトアニア 民族の苦悩と栄光』ヴィルギリウス・チェパイティス共著 中央公論新社 2006

### 翻訳
- マーガレット・ミード『サモアの思春期』山本真鳥共訳　蒼樹書房 1976
- ミード『フィールドからの手紙』岩波書店 岩波現代選書 1984
- ニコライ・ミクルホ＝マクライ『ニューギニア紀行 19世紀ロシア人類学者の記録』田村ひろ子共訳 平凡社 1989、中公文庫 1992